# Liste der Biografien/Leik
Liste der Biografien |
Portal Biografien |
Personensuche
# |
A |
B |
C |
D |
E |
F |
G |
H |
I |
J |
K |
L |
M |
N |
O |
P |
Q |
R |
S |
T |
U |
V |
W |
X |
Y |
Z |
?
 
La |
Lb |
Lc |
Le |
Lg |
Lh |
Li |
Lj |
Ll |
Lm |
Lo |
Lp |
Lt |
Lu |
Lv |
Lw |
Lx |
Ly |
Lz
 
Lea |
Leb |
Lec |
Led |
Lee |
Lef |
Leg |
Leh |
Lei |
Lej |
Lek |
Lel |
Lem |
Len |
Leo |
Lep |
Leq |
Ler |
Les |
Let |
Leu |
Lev |
Lew |
Lex |
Ley |
Lez
 
Leia |
Leib |
Leic |
Leid |
Leie |
Leif |
Leig |
Leih |
Leij |
Leik |
Leil |
Leim |
Lein |
Leip |
Leir |
Leis |
Leit |
Leiu |
Leiv |
Leiw |
Leix |
Leiz
Die Liste der Biografien führt alle Personen auf, die in der deutschsprachigen Wikipedia einen Artikel haben. Dieses ist eine Teilliste mit 15 Einträgen von Personen, deren Namen mit den Buchstaben „Leik“ beginnt.

## Leik

### Leika
- Leika, Almantas (* 1968), litauischer Brigadegeneral
- Leikam, Alfred (1915–1992), deutscher Gerechter unter den Völkern
- Leikam, Anton (* 1943), österreichischer Landesbeamter und Politiker (SPÖ), Landtagsabgeordneter, Abgeordneter zum Nationalrat
- Leikam, Günter (* 1966), österreichischer Politiker (SPÖ), Abgeordneter zum Kärntner Landtag
- Leikarts, Alberts (1909–1942), lettischer Fußballspieler
- Leikauf, Davide (* 1990), deutsch-italienischer Fußballspieler

### Leike
- Leike, Arnd (* 1960), deutscher Physiker und erster deutscher Träger des Ig-Nobelpreises
- Leikeki, Sevidzem Ernestine (* 1985), kamerunische Klimaaktivistin
- Leikermoser, Wolfgang (* 1965), österreichischer HörfunkmoderatorWolfgang Leikermoser (* 1965)

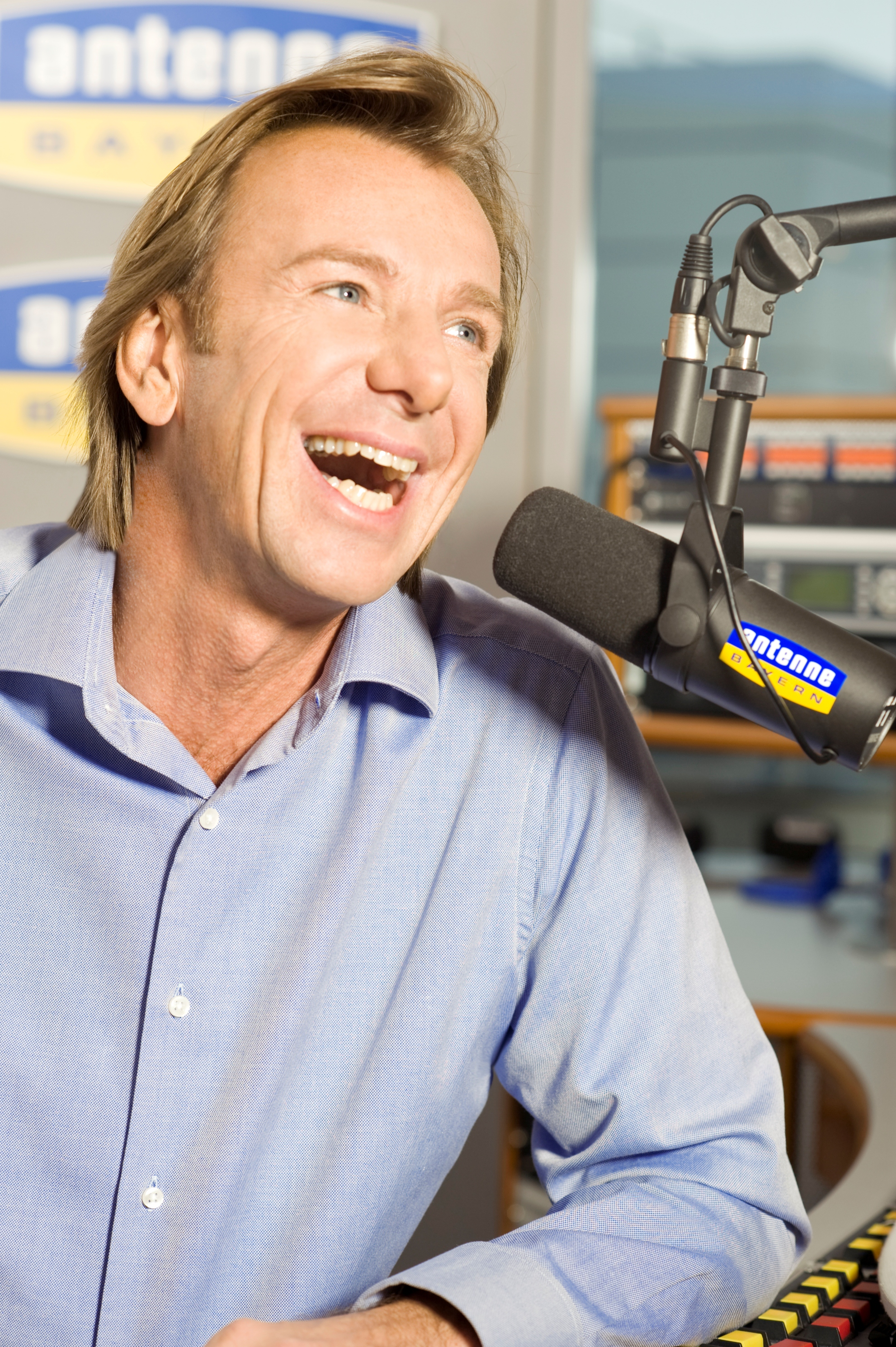
Wolfgang Leikermoser (* 1965)

- Leikert, Anton (1835–1896), deutscher Bauunternehmer und Mitglied des Provinziallandtages der Provinz Hessen-Nassau
- Leikert, Katja (* 1975), deutsche Politikerin (CDU), MdB

### Leiki
- Leikina, Polina Alexejewna (* 1994), russische Tennisspielerin

### Leiko
- Leiko, Marija (1887–1938), lettische Theater- und Film-Schauspielerin
- Leikola, Ismo (* 1979), finnischer Standup-Komiker
- Leikop, Franz-Josef (* 1942), deutscher Politiker (CDU)